# رأب التربيق
رأب التربيق هو علاج الزَّرَق (الماء الزَّرقاء أو جلوكوما) بالليزر (هو تضخيم الضوء بانْبِعاثِ الإِشْعاع المُحفَّز). يتمّ ذلك على مصباح شقّيّ مجهز بليزر الأرغون، باستخدام مرآة عدسة منظار غولدمان الزَّاوِيَة (العَيْنِيَّة). على وجه التحديد، يُستخدَم ليزر الأرغون لتحسين التّفريغ من خلال شبكة العين التربيقية (شَبَكَة الصُّلْبَة)، والتي منها نُخرِج السائل المائيّ الموجود في العين. مما يساعد على تقليل ضغط العين الذي يسببه جلوكوما ذو الزاوية المفتوحة.